# Procambarus echinatus
Procambarus echinatus är en sötvattenlevande kräfta som lever endemiskt i USA.